# Anaspis lucana
Anaspis lucana là một loài bọ cánh cứng trong họ Scraptiidae. Loài này được Franciscolo miêu tả khoa học năm 1943.